# Jotus karllagerfeldi
Jotus karllagerfeldi — вид павуків родини павуки-стрибуни (Salticidae). Описаний у 2019 році.

## Назва
Вид названо на честь німецького та французького модельєра Карла Лагерфельда, оскільки своїм чорно-білим забарвленням павук нагадував манеру одягання Лагерфельда.

## Поширення
Ендемік Австралії. Знайдений неподалік озера Бродвотер поблизу міста Делбі в штаті Квінсленд на північному сході країни та поблизу селища Бланчтаун в Південній Австралії.

## Опис
Дрібний павук завдовжки близько 3 мм. Основне забарвлення чорне зі світлими мітками. Карапакс чорний зі світлими щетинками на бічних краях. Область очей чорна зі світлими щетинками. Довжина стернума 1,2 мм, ширина 0,7 мм.
Ноги (пари I—IV) чорні з білими перев'язами-кільцями, кінчики лапок білі. Перша пара ніг від стегон до метатарзуса покриті довгими чорними щетинками; гомілки першої пари ніг з довгими білими щетинками. Довжина опістосома 2,5 мм, ширина 1,7 мм; з чорнуватою серединною смугою і бічними смугами зі світлих щетинок. Низ сіруватий зі світлими боковими перев'язами. Педипальпи чорно-білого кольору. Стегнова частина педипальп з дорсальною групою довгих білих щетинок; гомілка по довжині дорівнює своїй ширині, з прямим пальцеподібним ретролатеральним гомілковим апофізом, злегка зігнутим на кінчику. Цимбіум овальний, чорний, дистально покритий довгими білими щетинками, вершина товста з дистальною лопатю. Емболічний диск широкий біля основи, U-подібний; емболус загострений.